# Téviec
Téviec, también escrito Théviec, es una isla situada al oeste del istmo de la península de Quiberon, cerca de la comuna de Saint-Pierre-Quiberon (Bretaña). La ínsula es un importante yacimiento arqueológico debido a su ocupación durante el periodo Mesolítico, en la que muchos de los hallazgos se remontan por encima de los 6.700 años antes del presente, incluyendo los restos de una veintena de personas. Uno de los descubrimientos más notables fue el de la tumba de dos jóvenes mujeres que habían muerto violentamente, pero que al parecer recibieron una cuidadosa sepultura bajo un "techo" de cornamentas, con sus cuerpos decorados con joyas hechas de conchas.

## Estatus legal
Téviec es una propiedad privada y desde el 12 de enero de 1982 es objeto de un programa de protección del biotopo (francés: arrêté préfectoral de protection de biotope o APPB), cuyo propósito es la preservación de ecosistemas. A consecuencia de esto, el desembarco en la isla está prohibido entre el 15 de abril y el 31 de agosto.

## Yacimientos arqueológicos

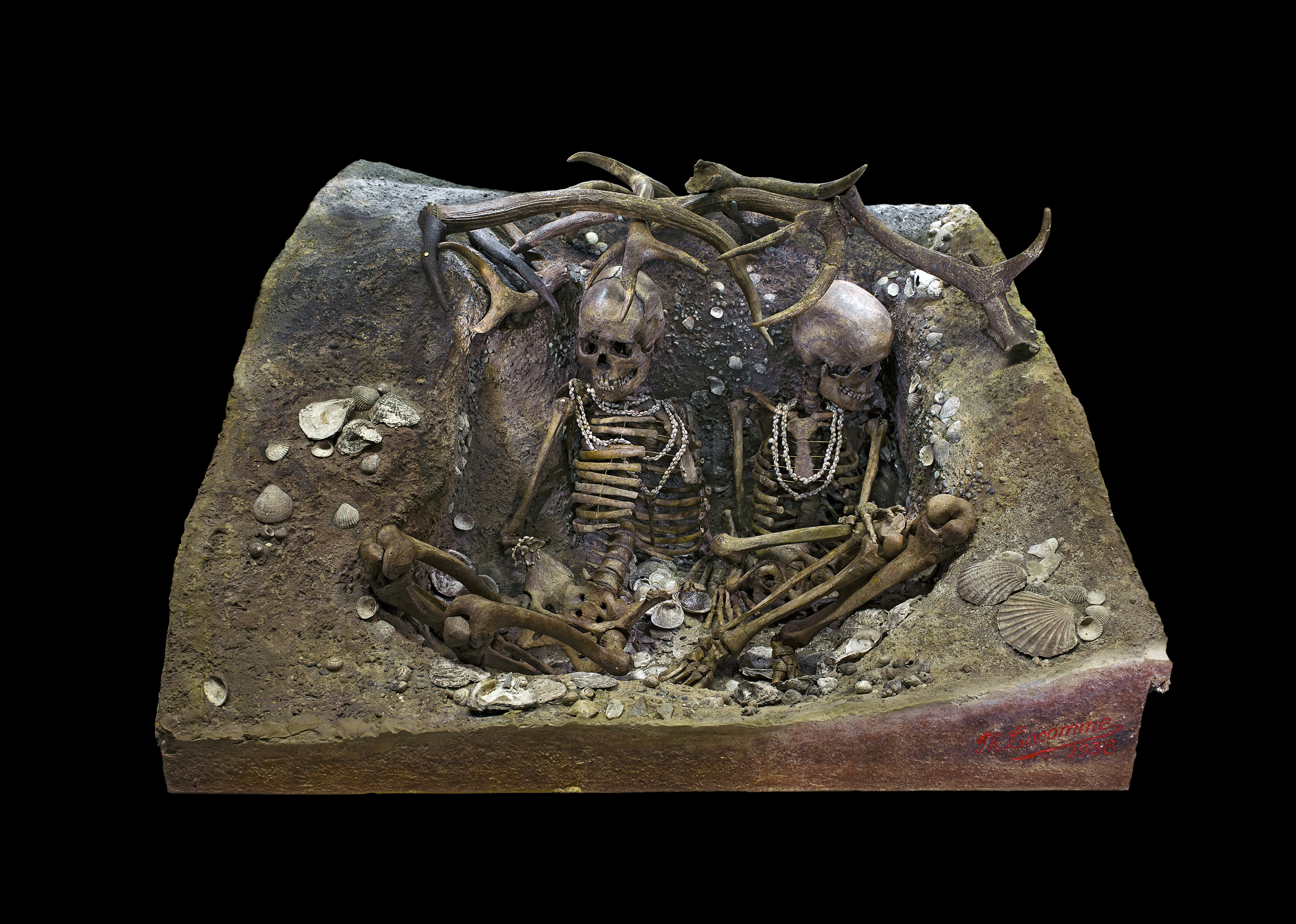
Los esqueletos de las dos mujeres muertas violentamente, enterradas bajo un "techo" de cornamentas y aderezadas con collares de conchas.

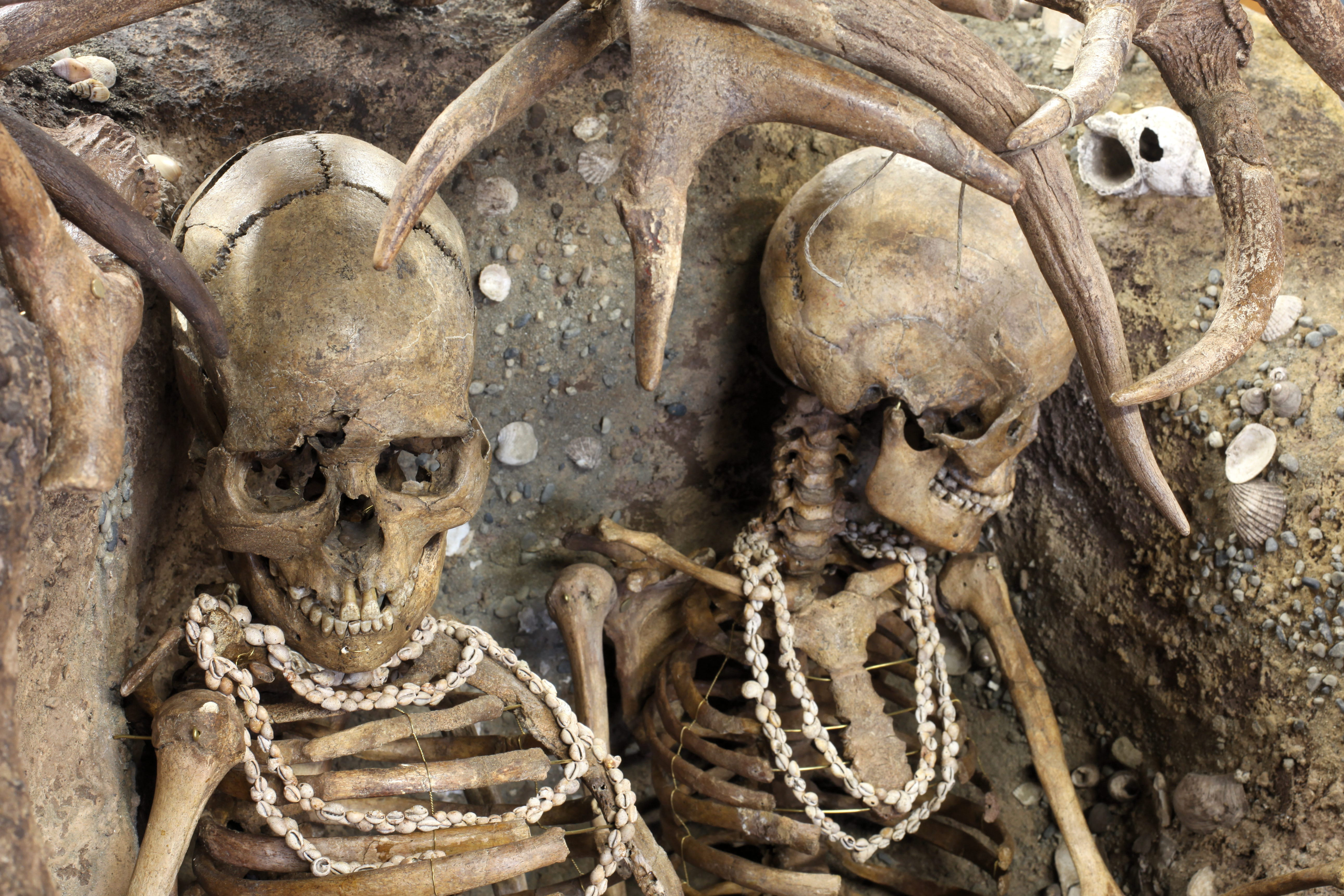
Primer plano de los esqueletos, con sus collares de conchas.

Entre 1928 y 1934, los arqueólogos Martha y Saint-Just Péquart descubrieron y excavaron una serie de hábitats mesolíticos, además de una necrópolis de la misma época. La isla es uno de los pocos yacimientos del periodo en Bretaña, junto a Pointe de la Torche, Hœdic y Beg er Vil, en la península de Quiberon. En tiempos pasados, el nivel del mar era mucho más bajo que hoy, siendo posible cruzar a pie el canal de la Mancha, y Téviec se encontraba en una laguna. Se hallaron amplios vertederos cerca de lugares de poblamiento, que contenían restos de aves, calamares, cetáceos, crustáceos, moluscos, peces y mamíferos terrestres como ciervos, corzos, jabalíes, perros, etc. Los cazadores-recolectores de Téviec enterraban a sus muertos en los vertederos, lo que ayudó a preservar las tumbas, ya que el carbonato de las conchas aisló los esqueletos humanos del suelo ácido.
Junto con numerosos microlitos de sílex aparecieron muchas herramientas de hueso y asta. La fecha que se le había dado originalmente era 6575 AP (± 350 años), pero actualmente se data entre 6740 y 5680 de la misma escala temporal. Esto indica una ocupación más larga de lo que se pensaba, con su término próximo al comienzo del periodo Neolítico.
Las diez fosas comunes de Téviec contenían un total de 23 individuos, incluyendo adultos y niños, algunos de cuyos restos estaban dispersos en diferentes ubicaciones. Varias de las personas inhumadas parece que sufrieron una muerte violenta. A un individuo se le encontró una punta de flecha de sílex alojada en una vértebra. En otra tumba, se encontró signos de violencia en los cuerpos de dos mujeres de entre 25-35 años de edad, las llamadas "Damas de Téviec". Una de ellas había sufrido cinco golpes en el cráneo, dos de los cuales habían resultado mortales, y había recibido al menos un disparo de flecha entre los ojos. La otra tenía también marcas de heridas, pero el diagnóstico de ambas es cuestionado por algunos arqueólogos, que sugieren que el peso de la tierra sobre la sepultura pudo haber sido responsable de los daños en los esqueletos.
Los cadáveres fueron enterrados con gran cuidado en un hoyo cavado en el suelo y cubierto con escombros del vertedero. Los había protegido un techo hecho con cornamentas y provisto de un ajuar funerario que incluía piezas de sílex, huesos de cerdo y joyas fabricadas con conchas perforadas y montadas en collares y pulseras para brazos y piernas. El conjunto del sepelio fue excavado en una sola pieza y hoy se exhibe en el Museo de Toulouse, donde su restauración en 2010 ganó un premio nacional.